# Proneomeniidae
De Proneomeniidae is een familie van weekdieren uit de orde Cavibelonia.

## Geslachten
- Dorymenia Heath, 1911
- Proneomenia Hubrecht, 1880